# Wodny Ogród Botaniczny Suigō Sawara
Wodny Ogród Botaniczny Suigō Sawara (jap. 水郷佐原水生植物園 Suigō Sawara Suisei-shokubutsu-en) - ogród botaniczny znajdujący się we wschodniej części Quasi-Parku Narodowego Suigō-Tsukuba w Katori w Japonii. Jest otwarty codziennie w maju i czerwcu, w pozostałych miesiącach jest czynny oprócz poniedziałków oraz okresu zimowego od 24 grudnia do 4 stycznia.
Ogród został otwarty w 1969 roku i prezentuje szeroki asortyment roślin wodnych. Jest najbardziej znany z kosaćców (ok. 1,5 mln roślin z 350 odmian) i kolekcji lotosów (ponad 300 odmian). Irysy w parku kwitną w czerwcu, a lotosy w sierpniu.